# Partit de la Llibertat Popular
El Partit de la Llibertat Popular (en rus: Партия народной свободы, Partija narodnoj svobody) o PARNAS (en rus: ПАРНАС), inicialment Partit Republicà de Rússia, va ser un partit polític liberal opositor de l'RSFSR i posteriorment de la Federació Russa.
Al 2007 la Cort Suprema de Rússia va denegar el seu nou registre i els va declarar dissolts, decisió que més tard el Tribunal Europeu de Drets Humans va declarar il·legal, restablint-se el partit al 2012. Més endavant, al 2023, la Cort Suprema va tornar a dissoldre el partit per manca d'estructura i per reclamacions del Servei Federal d'Impostos i del Ministeri de Justícia.

## Història
El Partit Republicà de Rússia va ser fundat el novembre de l'any 1990 per membres de la Plataforma Democràtica del PCUS que s'havien desil·lusionat amb la manca de voluntat del partit d'emprendre reformes. El Partit es va unir al bloc Moviment Democràtic de Rússia, una organització paraigua de moviments pro-democràcia, mantenint estretes relacions amb el Partit Socialdemòcrata.
Més endavant donarien suport a les polítiques socioeconòmiques de Iegor Gaidar i Boris Ieltsin, distanciant-se dels seus homòlegs socialdemòcrates i trencant amb el Moviment Democràtic. Així, es presentarien a les eleccions de 1993 dins de les llistes de Iàbloko (5 diputats) i de l'Elecció Democràtica de Rússia (7 diputats), aconseguint un total de 12 escons a la Duma Estatal. A les següents eleccions de 1995 es van presentar dins del bloc Pamfilova–Gurov–Lysenko, amb pobres resultats i aconseguint només 2 diputats a través del districte majoritari, reduït a només un a les eleccions de 1999.
Malgrat aquesta situació, el partit seria descrit com el "portador de la torxa" de l'oposició liberal anti- Kremlin durant la presidència de Vladimir Putin a principis dels anys 2000. Així, formarien part de la coalició L'Altra Rússia durant els seus primers anys, provocant que la Cort Suprema de Rússia els dissolgués, decisió que seria revocada pel Tribunal Europeu de Drets Humans al 2012.
Aquell mateix any, el Partit Republicà es va fusionar amb l'anomenat Partit de la Llibertat Popular "Per a Rússia sense il·legalitat i corrupció" dirigit per l'opositor Borís Nemtsov, modificant el nom a Partit Republicà de Rússia - Partit de la Llibertat Popular, escurçat a Partit de la Llibertat Popular al 2015.
Al 2013 van participar en les protestes opositores i van utilitzar el seu estatus de partit oficial per nomenar a l'opositor mediàtic Aleksei Navalni per a les eleccions a l'alcaldia de Moscou de setembre de 2013, on aconseguirien el 27.24% tot i les trabes de les autoritats. Després d'aquestes, se li va oferir a Navalni copresidir el PARNAS, juntament amb Kasyanov, Vladimir Rijkov i Boris Nemtsov, diputat regional, el qual seria assassinat al 2015.
Per a les eleccions legislatives de 2016, fruit de ser l'únic partit registrat, el PARNAS va liderar una coalició d'organitzacions opositores. La Comissió Electoral, però, només els va permetre presentar-se en quatre regions, reduïdes només a Kostromà després de les decisions dels tribunals regionals. Finalment van obtenir només el 2,28% dels vots, insuficients per rebre representació. Tres mesos després de l'assassinat de Boris Nemtsov, una altra figura destacada del partit i del moviment opositor, Vladímir Karà-Murzà, seria enverinat, passant una setmana en coma.
Durant les eleccions regionals de 2018, el Tribunal Regional de Iaroslavl, on el PARNAS mantenia el seu únic diputat que li permetia presentar-se automàticament a les eleccions legislatives, va dictaminar que la butlleta infringia determinades regulacions, decisió ratificada pel Tribunal Suprem al setembre. Aquest mateix organisme va dissoldre de nou el partit al 2023.

## Resultats electorals
| Any  | Líder                                                                    | Resultats                                                                | Resultats                                                                | Resultats                                                                | Resultats                                                                | Pos.                                                                     | Govern                                                                   |
| Any  | Líder                                                                    | Vots                                                                     | %                                                                        | Escons                                                                   | +/–                                                                      | Pos.                                                                     | Govern                                                                   |
| ---- | ------------------------------------------------------------------------ | ------------------------------------------------------------------------ | ------------------------------------------------------------------------ | ------------------------------------------------------------------------ | ------------------------------------------------------------------------ | ------------------------------------------------------------------------ | ------------------------------------------------------------------------ |
| 1993 | Dins de Iàbloko i Elecció Democràtica de Rússia                          | Dins de Iàbloko i Elecció Democràtica de Rússia                          | Dins de Iàbloko i Elecció Democràtica de Rússia                          | 12 / 450                                                                 | Nou                                                                      | 6è                                                                       | Oposició                                                                 |
| 1995 | Ella Pamfilova                                                           | 1,106,812                                                                | 1.69                                                                     | 2 / 450                                                                  | 10                                                                       | 12è                                                                      | Oposició                                                                 |
| 1999 | Només a circumscripcions                                                 | Només a circumscripcions                                                 | Només a circumscripcions                                                 | 1 / 450                                                                  | 1                                                                        | 15è                                                                      | Oposició                                                                 |
| 2003 | No va participar                                                         | No va participar                                                         | No va participar                                                         | No va participar                                                         | No va participar                                                         | No va participar                                                         | No va participar                                                         |
| 2007 | No va participar                                                         | No va participar                                                         | No va participar                                                         | No va participar                                                         | No va participar                                                         | No va participar                                                         | No va participar                                                         |
| 2011 | Dins del Partit de la Llibertat Popular, que va boicotejar les eleccions | Dins del Partit de la Llibertat Popular, que va boicotejar les eleccions | Dins del Partit de la Llibertat Popular, que va boicotejar les eleccions | Dins del Partit de la Llibertat Popular, que va boicotejar les eleccions | Dins del Partit de la Llibertat Popular, que va boicotejar les eleccions | Dins del Partit de la Llibertat Popular, que va boicotejar les eleccions | Dins del Partit de la Llibertat Popular, que va boicotejar les eleccions |
| 2016 | Mikhail Kasyanov                                                         | 384,675                                                                  | 0.73                                                                     | 0 / 450                                                                  | =                                                                        | 11è                                                                      | Extraparlamentari                                                        |